# Anthony Lehmann
Anthony "Lehmo" Lehmann (nacido el 20 de agosto de 1969) es un comediante australiano, presentador de radio y televisión. 

## Carrera
Lehmo, nacido en Peebinga, Australia Meridional, comenzó a trabajar como contador público antes de darse cuenta de que en realidad no le gustaba la contabilidad y podía recibir un empujón a la comedia. Más tarde se unió a Gold 104.3 en Melbourne con Brigitte Duclos haciendo el Show de la mañana "Brig & Lehmo". Cuando Brig renunció, Jo Stanley intervino y luego se formó "Jo & Lehmo". Durante muchos años fueron elegidos como la mejor estación de radio en Melbourne.

### Stand up
En 1994, Lehmo apareció en el segmento "Caras rojas" de Hey Hey It's Saturday. Hizo una rutina de stand-up que bombardeó, anotando un 5, luego un 1 y un cero que le dio Red Symons en su tarjeta de puntuación como "Stuff All".
Lehmo viajó a Timor Oriental y al Medio Oriente para entretener a las tropas y, a su regreso, utilizó sus experiencias como parte de su rutina de comedia. 
También ha realizado temporadas de venta en el Adelaide Fringe Festival (2000, 2002 y 2004), el Melbourne International Comedy Festival (1999, 2002, 2003, 2004 y 2005) y el Edinburgh Fringe Festival (1996 y 1997).
Sus actuaciones en vivo en el Reino Unido incluyen los Festivales de Fringe de Edimburgo, The Comedy Store, London y Jongleurs, la cadena de clubes de comedia más grande de Gran Bretaña en 1996 y 1997. Lehmo también ha realizado conciertos regulares en el Boston Comedy Club y en Gotham Comedy Club, ambos en la ciudad de Nueva York.  
La demanda en el extranjero de Lehmo lo ha visto aparecer en la BBC TV Comedy Showcase de Inglaterra y como miembro habitual del show de stand up Live Stand Up Live de televisión de Gran Bretaña. Lehmo también participó en una serie de anuncios de cerveza XXXX que se rodaron en India y se proyectaron en el Reino Unido. 

### Récord mundial
En mayo de 2005, Lehmann rompió el récord Guinness World por la mayoría de las bromas contadas en una hora con 549, superando el récord anterior de 499, que estaba en manos del comediante británico Tim Vine. 
En abril de 2014, el récord fue reasignado nuevamente a Tim Vine luego de una decisión de los funcionarios de Guinness World Record. Un portavoz oficial dijo que Anthony Lehmann había infringido las directrices.

### Radio
Él había sido el presentador del desayuno en SAFM con Lisa "Milly" Millard.
En abril de 2007, Lehmo se unió a Triple M para ser coanfitrador del programa Wil & Lehmo, que también protagonizó a su compañero cómico y co-presentador Wil Anderson. El espectáculo terminó en noviembre de 2008.
En 2010, Lehmann se unió a Brigitte Duclos en Mix 1011 para presentar Mix Mornings donde reemplazó a Tom Gleeson.
En diciembre de 2011, Australian Radio Network anunció que Lehmann y Duclos se mudarían para presentar Brig & Lehmo for Breakfast on Gold 104.3 en reemplazo de Grubby & Dee Dee. En noviembre de 2015, Duclos dejó Gold 104.3 y se anunció que Jo Stanley la reemplazaría a partir de enero de 2016. 
En diciembre de 2017, Jo y Lehmo fueron expulsados del Oro 104.3.

### Televisión
Lehmo fue coanfitrión de Before The Game junto a Dave Hughes, Neroli Meadows, Andy Maher y Mick Molloy. El programa se basó en la AFL, y Lehmo ha declarado que es un partidario incondicional del Hawthorn Football Club. Otras apariciones en televisión incluyen Rove Live, The Glass House, Neighbors, ¿has estado prestando atención? y Hughesy, tenemos un problema. 
Más recientemente, Lehmo ha aparecido en el programa de noticias The Project, que actúa como reemplazo principal de Peter Helliar los viernes por la noche y mientras está de vacaciones. También protagonizó la comedia de la serie Utopia.

### Película
En 2009, Lehmo desempeñó un papel secundario en la película australiana Offside. Aparece como el personaje 'Leechy', un ex Junior Socceroo, una estrella del fútbol - un papel que dice que no está reñido con su identidad pública como un defensor activo del club de fútbol Aussie Rules Hawthorn. 
Para interpretar el papel de Leechy, Lehmo voló a Adelaide durante seis horas el 6 de febrero de 2008. Una vez que se completó el rodaje, transmitió su programa de radio en la tarde desde la estación de radio hermana Adelaide, antes de volar de regreso a Sídney. En 2010, Lehmo estaba desarrollando otro guion con el escritor / director Carlo Petraccaro.

### Otro trabajo
En 2007, fue la cara de las campañas publicitarias para el Australian International Motor Show celebrado en Sídney. También es el rostro de los anuncios de la nueva propagación de Vegemite iSnack 2.0 que comenzó a transmitirse el 21 de septiembre de 2009 y durante la transmisión de la Gran Final de la AFL.

## Vida personal
En diciembre de 2013, Lehmo anunció su compromiso con el productor de televisión Kelly Kearney mientras estaba de vacaciones en Sudáfrica. Se casaron el 29 de diciembre de 2014 en Bali. Su primer hijo, un niño, nació el 26 de julio de 2016.